# 博爾頓鎮區 (北卡羅萊納州哥倫布縣)
博爾頓鎮區（英語：Bolton Township）是位於美國北卡羅萊納州哥倫布縣的一個鎮區。

## 地方資料
博爾頓鎮區的面積為283.86平方千米，皆為陸地。根據2020年美國人口普查的數據，當地共有人口1849人，而人口密度為每平方千米6.51人。